# Tannberg (Gerichtsbezirk)
Der Tannberg war ein Gericht im heutigen österreichischen Bundesland Vorarlberg, bestehend aus Schröcken, Hochkrumbach am Hochtannbergpass, Warth, Lech, Mittelberg und Zug.
Es handelt sich um Walsersiedlungen, deren Besiedelung Ende des 13. Jahrhunderts begann.